# 赫普（中国）
赫普（中国）有限公司，簡稱赫普（中国），在香港和中國大陸經營生產及銷售油漆塗料成品業務，2013年6月更名为海虹老人涂料（中国）有限公司（英語：Hempel (China) Limited，港交所除牌時0144.HK），於1992年由海虹老人集團股份有限公司和招商局國際有限公司前身「海虹集團有限公司」合資，當時名為「海虹老人牌(中国)有限公司」。1994年7月28日，海虹集團有限公司被招商局集團注資成為旗下公司，名稱變更為招商局海虹集團有限公司，到了1997年7月16日，變成招商局國際有限公司，2009年招商局將股份全部出售予海虹老人集團股份有限公司，赫普（中国）有限公司成為海虹老人全資公司。

## 網址
- Hempel.com.cn （页面存档备份，存于）